# Gontie Junior Diomandé
Gontie Junior Diomandé (* 20. května 2003) je fotbalista z Pobřeží slonoviny, který hraje za First Vienna FC 1894.

## Klubová kariéra
Před sezónou 2021/22 přišel z ghanského Sporting Clubu Accra do SV Ried. V srpnu 2021 debutoval za B-tým proti USV St. Anna. V září 2021 debutoval za A-tým.
V lednu 2023 byl poslán na hostování do SKU Amstetten.
S First Vienna FC 1894, před sezónou 2024/25, podepsal smlouvu do roku 2026.